# Euploea mithrenes
Euploea mithrenes är en fjärilsart som beskrevs av Hans Fruhstorfer 1910. Euploea mithrenes ingår i släktet Euploea och familjen praktfjärilar. Inga underarter finns listade i Catalogue of Life.